# Liste der Kulturgüter in La Neuveville
Die Liste der Kulturgüter in La Neuveville enthält alle Objekte in der Gemeinde La Neuveville im Kanton Bern, die gemäss der Haager Konvention zum Schutz von Kulturgut bei bewaffneten Konflikten, dem Bundesgesetz vom 20. Juni 2014 über den Schutz der Kulturgüter bei bewaffneten Konflikten sowie der Verordnung vom 29. Oktober 2014 über den Schutz der Kulturgüter bei bewaffneten Konflikten unter Schutz stehen.
Objekte der Kategorien A und B sind vollständig in der Liste enthalten, Objekte der Kategorie C fehlen zurzeit (Stand: 7. März 2023). Unter übrige Baudenkmäler sind geschützte Objekte zu finden, die im Bauinventar des Kantons Bern als «schützenswert» verzeichnet sind.

## Kulturgüter
| Foto |                                                                           | Objekt | Kat. | Typ | Standort                                         | Beschreibung |
| ---- | ------------------------------------------------------------------------- | --- | ---- | --- | ------------------------------------------------ | --- |
| ja   | Datei hochladen · Wikidata zu Bannerträgerbrunnen (Q19362632)             | Bannerträgerbrunnen / Fontaines des Bannerets KGS-Nr.: 01104 | A    | K   | Rue du Marché 573704 / 212547                    | Zwei Laufbrunnen jeweils beim Gassenanfang und -ende, mit Brunnenfigur aus der Zeit um 1549 (geschaffen von Laurent Perroud) und Brunnentrog aus dem 17. Jahrhundert. Der Säulenschaft und die Brunnenfigur bestehen aus gelblichem Neuenburger Stein und sind mit Stilelementen des Manierismus verziert. Die Figur stellt einen in Rüstung gekleideten Bannerträger (Venner) dar, der von einem Bären begleitet wird und auf die Place de la Liberté schaut.                              |
| ja   | Datei hochladen · Wikidata zu Reformierte Weisse Kirche (Q19362631)       | Reformierte Weisse Kirche / Blanche Église réformée KGS-Nr.: 01105 | A    | G   | Chemin de la Blanche-Église 2 574056 / 212651    | Erstmals 866 erwähntes romanisches Kirchengebäude, wurde 1345 erweitert und seither mehrmals umgebaut. Kirchenschiff und Apsis unter Satteldach, an der Nordseite angebaut ist der Kirchturm mit achteckigem Spitzhelm. Die aufeinanderfolgenden Bauphasen sind nach Osten sichtbar, der quadratische Chor wird durch Spitzbogenfenster erleuchtet. |
| ja   | Datei hochladen · Wikidata zu Hof Ligerz (Q1170119)                       | Hof Ligerz / Cour Gléresse KGS-Nr.: 01107 | A    | G   | Schafis, Route de Bienne 66, 66a 576841 / 214753 | Das um 1555 von Rodolphe de Gléresse erbautes Weinbauernhaus ist ein opulentes gotisches Gebäude, das unmittelbar am westlichen Dorfrand von Ligerz steht. Von der hohen Kunst der Steinbildhauerei im 16. Jahrhundert zeugen die Erker aus gelblichem Haustein (Muschelkalk) sowie die dreiteiligen Reihenfenster mit feinen Fächerrosetten und Muschelornamenten. Das Haus beherbergt seit 1970 das Rebbaumuseum am Bielersee.                                                            |
| ja   | Datei hochladen · Wikidata zu Rathaus (Q19362634)                         | Rathaus / Hôtel de Ville KGS-Nr.: 01109 | A    | G   | Ruelle de l’Hôtel-de-Ville 11 573737 / 212585    | Nach 1520 auf einer Terrasse an der Stadtmauer wiederaufgebautes Rathaus im gotischen Stil. Der Kern geht auf das 14. Jahrhundert zurück und entstand vermutlich durch die Zusammenlegung dreier älterer Häuser. Die Südfassade besitzt asymmetrisch angeordnete Sprossenfenster. Rechts vom Eingang an der Westseite ist eine skulptierte Bodenplatte befestigt, die vom Trog des benachbarten Brunnens stammt.                                                                            |
| ja   | Datei hochladen · Wikidata zu Drachenhaus (Q19362636)                     | Drachenhaus / Maison des Dragons KGS-Nr.: 01110 | A    | G   | Rue du Marché 27 573750 / 212476                 | Das 1757/58 für den Stadtschreiber David François Chiffelle erbautes Wohnhaus gehört zu den bemerkenswertesten Barockbauten des Städtchens und dominiert die Umgebung aufgrund seiner markanten Lage. Es besitzt vier Geschosse unter einem Mansarddach, das mit drachenförmigen Wasserspeiern, Oberlichtern und Wetterfahnen verziert ist. Im Innern bemerkenswertes barockes Interieur.                                                                                                   |
| ja   | Datei hochladen · Wikidata zu Bernerhaus (Q19362635)                      | Berner Haus / Maison de Berne KGS-Nr.: 01111 | A    | G   | Rue du Port 14 573740 / 212403                   | 1631 erbautes Weinbauernhaus der Abtei Bellelay, seit 1804 Sitz des Rebguts der Stadt Bern. Imposantes verputztes Gebäude mit hohem Weinkeller unter zwei bewohnten Geschossen und Halbwalmdach. An der Ostseite befinden sich zwei kleine Risalite mit dekorativen Schiessscharten, in Innern stehen zwei Steingutöfen. Im Norden schliesst sich ein kleiner Innenhof mit Mauer und halbrundem Portal an.                                                                                  |
| ja   | Datei hochladen · Wikidata zu Stadtbefestigung La Neuveville (Q19362633)  | Stadtbefestigung / Fortifications de la ville (Tour de rive, Tour rouge, Tour carré, Tours Wyss et Jaggi, Tour Hildebrandt, Tours Baillif et Jaggi II, Porte) KGS-Nr.: 09916 | A    | G   | 573687 / 212456                                  | Gesamtheit der mittelalterlichen Stadtbefestigung mit sieben Türmen, die mehrheitlich kurz nach der Stadtgründung 1312 errichtet wurden: Tour de Gléresse, Tour de Rive, Tour Baillif, Tour Hildebrant, Tour Jaggi, Tour Rouge und Tour Carrée (letzterer entstand erst 1520). |
| ja   | Datei hochladen · Wikidata zu Burg Schlossberg (Q1013891)                 | Burg Schlossberg / Château du Schlossberg KGS-Nr.: 01106 | B    | G   | Route du Château 56 573100 / 212870              | In den Jahren 1283 bis 1288 im Auftrag des Fürstbischofs von Basel als Festung gegen die Grafen von Neuenburg erbautes Schloss. Ab 1556 nicht mehr bewohnt, wurde sie 1830 instand gesetzt und ist seit 1933 im Besitz der Gemeinde. Das viereckige Hauptgebäude dominiert die Umgebung und bildet zusammen mit dem im Osten von einem Gehege umgebenen Innenhof Einheit. |
| BW   | Datei hochladen · Wikidata zu Hotel Gléresse (Prefektur) (Q29672855)      | Hotel Ligerz (Präfektur) / Hôtel de Gléresse (Préfecture) KGS-Nr.: 01108 | B    | G   | Rue des Fossés 1 573708 / 212640                 | In den Jahren 1555 bis 1561 erbautes und 1578 durch Kastellan Vincent de Gléresse erweitertes Wohnhaus, von 1954 bis 1956 zur Präfektur umgebaut. An das dreigeschossige Hauptgebäude unter Krüppelwalmdach ist ein polygonaler Treppenturm angebaut. Dieser öffnet sich zu einem Portal, das im Stil des Neuenburger Manierismus geschnitzt ist. Im Osten steht ein Annexbau mit Kellerräumen, der gedeckte Hof bildet eine Eingangshalle mit Steinsäulen aus dem 18. und 19. Jahrhundert. |
| BW   | Datei hochladen · Wikidata zu Haus Kirchberger (Q29672869)                | Kirchberger Haus / Maison Kirchberger KGS-Nr.: 01114 | B    | G   | Schafis, Route de Bienne 155 576525 / 214605     | Auf 1681 datiertes herrschaftliches Weinbauernhaus mit Kern aus dem 16. Jahrhundert. Sein heutiges Aussehen erhielt er beim Umbau von 1680/81. Die dem See zugewandte Südfassade besitzt eine asymmetrische Gliederung, über dem Weinkeller erheben sich drei Stockwerke. An der Nordseite ist ein Treppenturm angebaut, der die mittleren Vorräume erschliesst. |
| BW   | Datei hochladen · Wikidata zu Museum für Kunst und Geschichte (Q27482247) | Museum für Kunst und Geschichte La Neuveville (Hôtel de Ville) / Musée d'art et d'histoire de La Neuveville (Hôtel de Ville) KGS-Nr.: 08741                                  | B    | S   | Ruelle de l’Hôtel de Ville 11 573743 / 212585    | Das Museum hat zum Ziel, Sammlungen zur Geschichte von La Neuveville und seiner Region zu erhalten und zu vervollständigen. Die Sammlungen betreffen das wirtschaftliche, politische und soziale Leben. Neben einer Dauerausstellung gibt es auch Ausstellungen über zeitgenössische Kunst. |
| BW   | Datei hochladen · Wikidata zu Landgut Grenétel (Q111710100)               | Landgut Grenétel / Domaine de Grenétel KGS-Nr.: 16807 | B    | G   | Route de Bienne 10, 12 574145 / 212649           | Zwei Gebäude des Grenétel-Ensembles |

## Übrige Baudenkmäler
Hinweis: Anstelle der KGS-Nummer wird als Objekt-Identifikator (ID) die Grundstücksnummer verwendet.
| ID       | Foto |                                                                                      | Objekt | Typ | Standort                                     | Beschreibung                                   |
| -------- | ---- | ------------------------------------------------------------------------------------ | --- | --- | -------------------------------------------- | ---------------------------------------------- |
| 5        | BW   | Datei hochladen                                                                      | Wohnhaus "La Commode" (18. Jh.) / Habitation appelée familièrement "La commode" (18ème s.)                                              | G   | Rue du Faubourg 32 573745 / 212780           |                                                |
| 5        | BW   | Datei hochladen                                                                      | Brunnen (1826) / Fontaine (1826) | K   | Rue du Faubourg N.N.2 573633 / 212770        |                                                |
| 5        | ja   | Datei hochladen                                                                      | Brunnen (19. Jh.) / Fontaine (19ème s.)                                                                                                 | K   | Rue du Faubourg N.N.1 573728 / 212789        |                                                |
| 7        | BW   | Datei hochladen                                                                      | Brunnen (17. Jh.) / Fontaine (17ème s.)                                                                                                 | K   | Rue des Fossés N.N. 573684 / 212636          |                                                |
| 9        | BW   | Datei hochladen                                                                      | Brunnen (1891) / Fontaine (1891) | K   | Chemin du Signolet N.N. 573815 / 212767      |                                                |
| 20       | BW   | Datei hochladen                                                                      | Haus (16. Jh.) / Maison (16ème s.) | G   | Ruelle de l’Hôtel-de-Ville 1 573695 / 212574 |                                                |
| 26       | BW   | Datei hochladen                                                                      | Brunnen (1883) / Fontaine (1883) | K   | Place des Courtines est N.N. 573788 / 212545 |                                                |
| 30       | ja   | Datei hochladen                                                                      | Nördlicher Bannerträgerbrunnen (1549) / Fontaine N dite du Banneret (1549)                                                              | K   | Rue du Marché N.N.1 573702 / 212548          |                                                |
| 30       | ja   | Datei hochladen                                                                      | Südlicher Bannerträgerbrunnen (1549) / Fontaine S dite du Banneret (1549)                                                               | K   | Rue du Marché N.N.2 573739 / 212467          |                                                |
| 31       | BW   | Datei hochladen                                                                      | Brunnen (1883) / Fontaine (1883) | G   | Rue du Port N.N. 573647 / 212500             |                                                |
| 37       | BW   | Datei hochladen                                                                      | Wetterstation (Ende 19. Jh.) / Station météorologique (fin 19ème s.)                                                                    | K   | Quai Maurice Moeckli N.N. 573785 / 212374    |                                                |
| 40       | BW   | Datei hochladen                                                                      | Bogenbrücke über den Ruisseau des Vaux (1644) / Pont à une arche enjambant le ruisseau des Vaux (1644)                                  | G   | Chemin de la Cascade N.N. 573184 / 212479    |                                                |
| 40       | BW   | Datei hochladen                                                                      | Bogenbrücke über den Ruisseau des Vaux (1792) / Pont à une arche enjambant le ruisseau des Vaux (1792)                                  | G   | Rue Montagu N.N. 573184 / 212482             |                                                |
| 46       | BW   | Datei hochladen                                                                      | Brücke über den Ruisseau des Vaux (1865) / Pont sur le ruisseau des Vaux (1865)                                                         | G   | La Combe N.N.1 572970 / 212904               |                                                |
| 129      | BW   | Datei hochladen                                                                      | Villa Joliette (1873) | G   | Avenue des Collonges 7 573984 / 212640       |                                                |
| 134      | BW   | Datei hochladen                                                                      | Villa (1884) | G   | Avenue des Collonges 8 573922 / 212581       |                                                |
| 135      | BW   | Datei hochladen                                                                      | Villa Choisy (1866) | G   | Avenue des Collonges 10 573956 / 212588      |                                                |
| 142      | ja   | Datei hochladen                                                                      | Kantonalbank (1926–1928) / Banque Cantonale (1926–1928)                                                                                 | G   | Avenue des Collonges 2 573813 / 212567       |                                                |
| 144      | ja   | Datei hochladen                                                                      | Mietshaus (1898) / Immeuble locatif (1898)                                                                                              | G   | Rue de la Gare 6 573819 / 212523             |                                                |
| 146      | BW   | Datei hochladen                                                                      | Villa (1872) | G   | Place de la Gare 1 573854 / 212489           |                                                |
| 148      | ja   | Datei hochladen                                                                      | Ehemaliges Museum mit Mehrzweckhalle (1875/76) / Ancien musée avec salle polyvalente (1875/76)                                          | G   | Place de la Gare 3 573875 / 212499           |                                                |
| 152      | BW   | Datei hochladen                                                                      | Villa (um 1880) | G   | Avenue des Collonges 1 573856 / 212614       |                                                |
| 154      | ja   | Datei hochladen                                                                      | Primarschulhaus (1868–1872) / Ecole primaire (1868–1872)                                                                                | G   | Chemin du Signolet 8 573851 / 212713         |                                                |
| 164      | ja   | Datei hochladen                                                                      | Weinbauernhaus (1800) / Maison vigneronne (1800)                                                                                        | G   | Chemin des Prés-Guëtins 1 573815 / 212785    |                                                |
| 166      | BW   | Datei hochladen                                                                      | Haus mit Strassenfassade (18./19. Jh.) / Maison à façade sur rue (18/19ème s.)                                                          | G   | Rue du Faubourg 39 573796 / 212788           |                                                |
| 167; 885 | BW   | Datei hochladen                                                                      | zwei Wohnhäuser (18./19. Jh.) / deux habitations (18/19ème s.)                                                                          | G   | Rue du Faubourg 29, 29a 573761 / 212786      |                                                |
| 169      | ja   | Datei hochladen                                                                      | Haus (um 1780–1820) / Maison (vers 1780–1820)                                                                                           | G   | Rue du Faubourg 37 573787 / 212784           |                                                |
| 170      | ja   | Datei hochladen                                                                      | Umgebautes Wohnhaus (um 1780/1820) / Habitation remaniée (vers 1780/1820)                                                               | G   | Rue du Faubourg 35 573782 / 212785           |                                                |
| 171      | ja   | Datei hochladen                                                                      | Wohnhaus (um 1780) / Habitation (vers 1780)                                                                                             | G   | Rue du Faubourg 33 573775 / 212784           |                                                |
| 172      | ja   | Datei hochladen                                                                      | Wohnhaus (18./19. Jh.) / Habitation (18/19ème s.)                                                                                       | G   | Rue du Faubourg 31 573767 / 212786           |                                                |
| 173      | ja   | Datei hochladen                                                                      | Haus "Coupe bise" (gotischer Ursprung) / Maison "Coupe bise" (origine gothique)                                                         | G   | Rue du Faubourg 46 573796 / 212762           |                                                |
| 175      | ja   | Datei hochladen                                                                      | Wohnhaus (1634) / Habitation (1634) | G   | Rue du Faubourg 42 573782 / 212768           |                                                |
| 176      | BW   | Datei hochladen                                                                      | Annexbau (1608) / Annexe (1608) | G   | Rue du Faubourg 36 573757 / 212778           |                                                |
| 179      | BW   | Datei hochladen                                                                      | Deutsches Pfarrhaus (1624) / Cure allemande (1624)                                                                                      | G   | Rue du Faubourg 30 573733 / 212780           |                                                |
| 180      | BW   | Datei hochladen                                                                      | Haus mit neu gestalteten Fassaden (18./19. Jh.) / Maison aux façades recomposées (18/19ème s.)                                          | G   | Rue du Faubourg 28 573724 / 212781           |                                                |
| 181      | BW   | Datei hochladen                                                                      | Umgebautes Wohnhaus (19. Jh.) / Maison remaniée (19ème s.)                                                                              | G   | Rue du Faubourg 26 573717 / 212779           |                                                |
| 185      | BW   | Datei hochladen                                                                      | Haus (1621) / Maison (1621) | G   | Rue du Faubourg 25 573715 / 212789           |                                                |
| 186      | ja   | Datei hochladen                                                                      | Haus (1584) / Maison (1584) | G   | Rue du Faubourg 23 573707 / 212788           |                                                |
| 187      | ja   | Datei hochladen                                                                      | Haus mit überarbeiteter Hauptfassade (1. Hälfte 19. Jh.) / Maison à façade principale retravaillé (1ère moitié 19ème s.)                | G   | Rue du Faubourg 21 573698 / 212785           |                                                |
| 188      | ja   | Datei hochladen                                                                      | Neu zusammengesetztes Haus (2. Hälfte 18. Jh.) / Maison recomposée (2ème moitié 18ème s.)                                               | G   | Rue du Faubourg 19 573687 / 212782           |                                                |
| 189      | BW   | Datei hochladen                                                                      | Haus mit Strassenfassade, neu zusammengesetzt (Ende 18. Jh.) / Maison à façade sur rue, recomposée (fin 18ème s.)                       | G   | Rue du Faubourg 17 573677 / 212778           |                                                |
| 194      | BW   | Datei hochladen                                                                      | Haus (19. Jh.) / Maison (19ème s.) | G   | Rue du Faubourg 11 573658 / 212775           |                                                |
| 196      | ja   | Datei hochladen                                                                      | Haus (1861) / Maison (1861) | G   | Rue du Faubourg 7 573647 / 212775            |                                                |
| 197      | ja   | Datei hochladen                                                                      | Umgebautes Haus mit Strassenfassade (1. Hälfte 19. Jh.) / Maison à façade sur rue, remaniée (1ère moitié 19ème s.)                      | G   | Rue du Faubourg 5 573641 / 212775            |                                                |
| 198      | ja   | Datei hochladen                                                                      | Umgebautes Haus mit Strassenfassade (2. Hälfte 18. Jh.) / Maison à façade sur rue, remaniée (2ème moitié 18ème s.)                      | G   | Rue du Faubourg 3 573637 / 212774            |                                                |
| 199      | BW   | Datei hochladen                                                                      | Haus mit Fassade (19./20. Jh.) / Maison à façades (19ème/20ème s.)                                                                      | G   | Rue du Faubourg 1 573629 / 212776            |                                                |
| 200      | BW   | Datei hochladen                                                                      | Wohnhaus (2. Hälfte 19. Jh.) / Habitation (2ème moitié 19ème s.)                                                                        | G   | Route du Château 22 573612 / 212794          |                                                |
| 201      | BW   | Datei hochladen                                                                      | Wohnhaus (2. Hälfte 19. Jh.) / Maison (2ème moitié 19ème s.)                                                                            | G   | Route du Château 20 573619 / 212784          |                                                |
| 204      | BW   | Datei hochladen                                                                      | Umgebautes Wohnhaus (um 1870) / Habitation remaniée (vers 1870)                                                                         | G   | Route du Château 31 573604 / 212790          |                                                |
| 208      | BW   | Datei hochladen                                                                      | Wohnhaus (1820–1840) / Habitation (1820–1840)                                                                                           | G   | Route du Château 23 573622 / 212762          |                                                |
| 209      | ja   | Datei hochladen                                                                      | Wohnhaus des Weinkellermeisters (4. Viertel 16. Jh.) / Maison dite Propriété de la Cave (dernier quart 16ème s.)                        | G   | Route du Château 19 573605 / 212713          |                                                |
| 213      | BW   | Datei hochladen                                                                      | Ehemalige Orangerie (frühes 19. Jh.) / Ancienne orangerie de la propriété de la Cave (début du 19ème s.)                                | G   | Route du Château 19a 573593 / 212738         |                                                |
| 214      | BW   | Datei hochladen                                                                      | Haus (18. Jh.) / Maison (18ème s.) | G   | Route du Château 17 573651 / 212713          |                                                |
| 215      | BW   | Datei hochladen                                                                      | Bauernhaus wiederaufgebaut oder vergrössert (18./19. Jh.) / Rural reconstruit ou agrandi (18/19ème s.)                                  | G   | Route du Château 15 573658 / 212704          |                                                |
| 218      | BW   | Datei hochladen                                                                      | Umgebautes Haus mit Fassade (18./19. Jh.) / Maison à façades remaniées (18/19ème s.)                                                    | G   | Rue du Faubourg 2 573639 / 212760            |                                                |
| 220      | ja   | Datei hochladen                                                                      | Drei zusammengebaute Häuser (18. Jh.) / Réunion de 3 unités (18ème s.)                                                                  | G   | Route du Château 1 573674 / 212643           |                                                |
| 221      | BW   | Datei hochladen                                                                      | Haus (19. Jh.) / Maison (19ème s.) | G   | Route du Château 14 573650 / 212731          |                                                |
| 222      | BW   | Datei hochladen                                                                      | Haus (19. Jh.) / Maison (19ème s.) | G   | Route du Château 12 573653 / 212725          |                                                |
| 223      | BW   | Datei hochladen                                                                      | Stark umgestaltetes Wohnhaus (Ende 18. Jh.) / Habitation grandement transformée (fin du 18ème s.)                                       | G   | Route du Château 10 573658 / 212720          |                                                |
| 224      | BW   | Datei hochladen                                                                      | Neugestaltetes Haus (2. Hälfte 19. Jh.) / Maison recomposée (2ème moitié 19ème s.)                                                      | G   | Rue du Faubourg 4 573648 / 212763            |                                                |
| 225      | BW   | Datei hochladen                                                                      | Haus (1643) / Maison (1643) | G   | Rue du Faubourg 6 573653 / 212765            |                                                |
| 226      | BW   | Datei hochladen                                                                      | Haus (1568) / Maison (1568) | G   | Rue du Faubourg 8 573660 / 212766            |                                                |
| 227      | BW   | Datei hochladen                                                                      | Haus (19. Jh.) / Maison (19ème s.) | G   | Rue du Faubourg 10 573666 / 212767           |                                                |
| 228      | BW   | Datei hochladen                                                                      | Umgebautes Haus mit Strassenfassade (2. Hälfte 18. Jh.) / Maison à façade sur rue, remaniée (2ème moitié 18ème s.)                      | G   | Rue du Faubourg 12 573670 / 212769           |                                                |
| 229      | BW   | Datei hochladen                                                                      | Umgebautes Haus mit Strassenfassade (2. Hälfte 18. Jh.) / Maison à façade sur rue, remaniée (2ème moitié 18ème s.)                      | G   | Rue du Faubourg 14 573676 / 212770           |                                                |
| 230      | BW   | Datei hochladen                                                                      | Haus (1. Viertel 19. Jh.) / Maison remaniée (1er quart 19ème s.)                                                                        | G   | Rue du Faubourg 16 573684 / 212773           |                                                |
| 231      | ja   | Datei hochladen                                                                      | Haus wieder aufgebaut oder umgebaut (3. Viertel 19. Jh.) / Maison reconstruite ou transformée (3ème quart 19ème s.)                     | G   | Rue du Faubourg 18 573695 / 212774           |                                                |
| 232      | ja   | Datei hochladen                                                                      | Umgebautes Haus mit Strassenfassade (2. Hälfte 18. Jh.) / Maison à façade sur rue, remaniée (2ème moitié 18ème s.)                      | G   | Rue du Faubourg 20 573701 / 212776           |                                                |
| 234      | BW   | Datei hochladen                                                                      | Umgebautes Haus mit Strassenfassade (2. Hälfte 18. Jh.) / Maison à façade sur rue, remaniée (2ème moitié 18ème s.)                      | G   | Rue du Faubourg 24 573712 / 212778           |                                                |
| 235      | BW   | Datei hochladen                                                                      | Ehemaliges Haus Gléresse (2. Hälfte 16. Jh.) / Ancienne maison de Gléresse (2ème moitié 16ème s.)                                       | G   | Rue des Fossés 1 573706 / 212634             |                                                |
| 236      | BW   | Datei hochladen                                                                      | Hausmeisterhaus (1884) / Maison du concierge (1884)                                                                                     | G   | Chemin du Signolet 2 573803 / 212752         |                                                |
| 236      | BW   | Datei hochladen                                                                      | Villa (1882) | G   | Chemin du Signolet 4 573798 / 212731         |                                                |
| 238      | ja   | Datei hochladen                                                                      | Haus (17. Jh.) / Maison (17ème s.) | G   | Route du Château 7 573663 / 212667           |                                                |
| 239      | BW   | Datei hochladen                                                                      | Haus mit Strassenfassade (16. Jh.) / Maison à façade sur rue (16ème s.)                                                                 | G   | Rue des Mornets 8 573645 / 212662            |                                                |
| 241      | BW   | Datei hochladen                                                                      | Haus (17. Jh.) / Maison (17ème s.) | G   | Route du Château 7 573663 / 212667           |                                                |
| 242      | BW   | Datei hochladen                                                                      | Haus (18./19. Jh.) / Maison (18/19ème s.)                                                                                               | G   | Rue des Mornets 6 573648 / 212657            |                                                |
| 243      | BW   | Datei hochladen                                                                      | Haus (16./17. Jh.) / Maison (16/17ème s.)                                                                                               | G   | Rue des Mornets 4 573651 / 212652            |                                                |
| 244      | BW   | Datei hochladen                                                                      | Haus (17. Jh.) / Maison (17ème s.) | G   | Rue des Mornets 2 573656 / 212646            |                                                |
| 247      | ja   | Datei hochladen                                                                      | Umgebautes Haus mit Strassenfassade (18./19. Jh.) / Maison à façade sur rue, remaniée (18ème/19ème s.)                                  | G   | Rue du Tempé 2 573662 / 212625               |                                                |
| 248      | BW   | Datei hochladen                                                                      | Haus (16. Jh.) / Maison (16ème s.) | G   | Rue du Tempé 4 573659 / 212618               |                                                |
| 250      | ja   | Datei hochladen                                                                      | Haus mit Strassenfassade (16./17. Jh.) / Maison à façade sur rue (16ème/17ème s.)                                                       | G   | Rue du Tempé 10 573644 / 212602              |                                                |
| 251      | ja   | Datei hochladen                                                                      | Haus (1907) / Maison (1907) | G   | Rue du Tempé 12 573640 / 212600              |                                                |
| 252      | BW   | Datei hochladen                                                                      | Haus mit Strassenfassade (1. Hälfte 19. Jh.) / Maison à façade sur rue (1ère moitié 19ème s.)                                           | G   | Rue du Tempé 14 573636 / 212596              |                                                |
| 253      | BW   | Datei hochladen                                                                      | Scheune (1. Drittel 19. Jh.) / Grange (1er tiers 19ème s.)                                                                              | G   | Rue du Tempé 16 573631 / 212592              |                                                |
| 254      | ja   | Datei hochladen                                                                      | Wohnhaus (1. Viertel 19. Jh.) / Habitation (1er quart 19ème s.)                                                                         | G   | Rue du Tempé 18 573618 / 212582              |                                                |
| 255      | BW   | Datei hochladen                                                                      | Umgebautes Haus (18./19. Jh.) / Maison remaniée (18/19ème s.)                                                                           | G   | Rue du Tempé 1 573667 / 212618               |                                                |
| 257      | BW   | Datei hochladen                                                                      | Wohnhaus mit umgestalteter Strassenfassade (18. Jh.) / Habitation à façade sur rue remaniée (18ème s.)                                  | G   | Rue de la Tour 1 573677 / 212589             |                                                |
| 259      | BW   | Datei hochladen                                                                      | Haus (1611) / Maison (1611) | G   | Grand-Rue 15 573683 / 212565                 |                                                |
| 260      | BW   | Datei hochladen                                                                      | Haus (frühes 19. Jh.) / Maison (début 19ème s.)                                                                                         | G   | Grand-Rue 13 573676 / 212561                 |                                                |
| 262      | BW   | Datei hochladen                                                                      | Haus (18. Jh.) / Maison (18ème s.) | G   | Grand-Rue 11 573671 / 212556                 |                                                |
| 263      | BW   | Datei hochladen                                                                      | Haus mit umgestalteter Strassenfassade (18. Jh.) / Maison à façade sur rue remodelée (18ème s.)                                         | G   | Grand-Rue 7 573660 / 212551                  |                                                |
| 264      | ja   | Datei hochladen                                                                      | Haus (18. Jh.) / Maison (18ème s.) | G   | Grand-Rue 5 573655 / 212547                  |                                                |
| 265      | BW   | Datei hochladen                                                                      | Haus mit Fassade (Ende 18. Jh.) / Maison à façade (fin 18ème s.)                                                                        | G   | Grand-Rue 3 573648 / 212544                  |                                                |
| 266      | BW   | Datei hochladen                                                                      | Haus (19. Jh.) / Maison (19ème s.) | G   | Grand-Rue 1 573640 / 212540                  |                                                |
| 270      | BW   | Datei hochladen                                                                      | Gebäude (16./17. Jh.) / Bâtiment (16/17ème s.)                                                                                          | G   | Rue de la Tour 14 573679 / 212610            |                                                |
| 271      | BW   | Datei hochladen                                                                      | Haus (16./17. Jh.) / Maison (16/17ème s.)                                                                                               | G   | Rue des Fossés 2 573688 / 212625             |                                                |
| 274      | BW   | Datei hochladen · Wikidata zu Ehemaliger fürstbischöflicher Kornspeicher (Q29672879) | Ehemaliger fürstbischöflicher Kornspeicher (1756–1759) / Ancien grenier du prince-évêque (1756–1759)                                    | G   | Rue de la Tour 12 573687 / 212598            |                                                |
| 277      | BW   | Datei hochladen                                                                      | Haus (19. Jh.) / Maison (19ème s.) | G   | Rue de la Tour 4 573691 / 212587             |                                                |
| 279      | BW   | Datei hochladen                                                                      | Haus (1706) / Maison (1706) | G   | Ruelle de l’Hôtel-de-Ville 3 573703 / 212576 |                                                |
| 280      | BW   | Datei hochladen                                                                      | Haus (18. Jh.) / Maison (18ème s.) | G   | Ruelle de l’Hôtel-de-Ville 5 573709 / 212577 |                                                |
| 281      | BW   | Datei hochladen                                                                      | Haus (18./19. Jh.) / Maison (18/19ème s.)                                                                                               | G   | Ruelle de l’Hôtel-de-Ville 7 573715 / 212578 |                                                |
| 282      | BW   | Datei hochladen                                                                      | Haus (2. Hälfte 18. Jh.) / Maison (2ème moitié 18ème s.)                                                                                | G   | Ruelle de l’Hôtel-de-Ville 9 573719 / 212580 |                                                |
| 283      | BW   | Datei hochladen                                                                      | Ehemalige Trotte und Speicher (18./19. Jh.) / Ancien pressoir et grenier (18/19ème s.)                                                  | G   | Rue de la Tour 6 573722 / 212594             |                                                |
| 284      | BW   | Datei hochladen                                                                      | Ehemalige Stadtmühle (1857) / Ancien Moulin de la Ville (1857)                                                                          | G   | Grand-Rue 17 573701 / 212560                 |                                                |
| 285      | BW   | Datei hochladen                                                                      | Haus (Mitte 19. Jh.) / Maison (milieu 19ème s.)                                                                                         | G   | Grand-Rue 19 573710 / 212563                 |                                                |
| 286      | BW   | Datei hochladen                                                                      | Haus (19. Jh.) / Maison (19ème s.) | G   | Grand-Rue 21 573719 / 212565                 |                                                |
| 288      | ja   | Datei hochladen                                                                      | Ehemaliges Hôtel du Faucon (um 1838–1840) / Ancien Hôtel du Faucon (vers 1838–1840)                                                     | G   | Grand-Rue 23 573765 / 212574                 |                                                |
| 289      | ja   | Datei hochladen                                                                      | Haus (1826) / Maison (1826) | G   | Rue des Fossés 12 573800 / 212589            |                                                |
| 290      | BW   | Datei hochladen                                                                      | Gebäude mit umgestalteter Fassade (18./19. Jh.) / Bâtiment aux façades remaniées (18/19ème s.)                                          | G   | Rue des Fossés 7, 9 573790 / 212617          |                                                |
| 295      | BW   | Datei hochladen                                                                      | Haus (1877) / Maison (1877) | G   | Grand-Rue 10 573754 / 212560                 |                                                |
| 296      | BW   | Datei hochladen                                                                      | Wohnhaus (16. Jh.) / Habitation (16ème s.)                                                                                              | G   | Rue du Collège 1 573749 / 212547             |                                                |
| 297      | BW   | Datei hochladen                                                                      | Wohnhaus und Laden (16./17. Jh.) / Habitation et boutique (16/17ème s.)                                                                 | G   | Rue du Collège 3 573751 / 212541             |                                                |
| 298      | BW   | Datei hochladen                                                                      | Wohnhaus (Ende 19. Jh.) / Habitation (fin du 19ème s.)                                                                                  | G   | Rue du Collège 5 573753 / 212538             |                                                |
| 299      | BW   | Datei hochladen                                                                      | Haus (1631) / Maison (1631) | G   | Rue du Collège 7 573755 / 212535             |                                                |
| 300      | BW   | Datei hochladen                                                                      | Haus (3. Viertel 18. Jh.) / Maison (3ème quart 18ème s.)                                                                                | G   | Rue du Collège 9 573757 / 212532             |                                                |
| 301      | BW   | Datei hochladen                                                                      | Haus (3. Viertel 18. Jh.) / Maison (3ème quart 18ème s.)                                                                                | G   | Rue du Collège 11 573759 / 212528            |                                                |
| 302      | BW   | Datei hochladen                                                                      | Haus (1. Hälfte 19. Jh.) / Maison (1ère moitié 19ème s.)                                                                                | G   | Rue du Collège 13 573760 / 212525            |                                                |
| 306      | BW   | Datei hochladen                                                                      | Haus mit umgestalteter Strassenfassade (1. Hälfte 19. Jh.) / Maison à façade sur rue, remaniée (1ère moitié 19ème s.)                   | G   | Rue du Collège 21 573769 / 212510            |                                                |
| 307      | BW   | Datei hochladen                                                                      | Haus (19. Jh.) / Maison (19ème s.) | G   | Rue du Collège 23 573772 / 212505            |                                                |
| 308      | BW   | Datei hochladen                                                                      | Haus (1579) / Maison (1579) | G   | Rue du Collège 25 573778 / 212496            |                                                |
| 309      | BW   | Datei hochladen                                                                      | Ehemaliges Pensionat Godet (1860) / Ancien pensionnat Godet (1860)                                                                      | G   | Place de la Liberté 1 573782 / 212482        |                                                |
| 310      | BW   | Datei hochladen                                                                      | Haus (um 1575) / Maison (vers 1575) | G   | Place de la Liberté 3 573786 / 212476        |                                                |
| 313      | ja   | Datei hochladen                                                                      | Ehemaliges Progymnasium (1840) / Ancien progymnase (1840)                                                                               | G   | Place du Marché 3 573790 / 212453            |                                                |
| 314      | ja   | Datei hochladen · Wikidata zu Temple Neuf (Q16101766)                                | Seekirche / Temple du Lac (1720) | G   | Place de la Liberté 5 573764 / 212455        |                                                |
| 315      | BW   | Datei hochladen                                                                      | Haus (19. Jh.) / Maison (19ème s.) | G   | Grand-Rue 8 573726 / 212557                  |                                                |
| 316      | BW   | Datei hochladen                                                                      | Wohn- und Geschäftshaus (frühes 19. Jh.) / Habitation et local commercial (début 19ème s.)                                              | G   | Rue du Collège 2 573735 / 212551             |                                                |
| 317      | BW   | Datei hochladen                                                                      | Wohnhaus (frühes 19. Jh.) / Habitation (début 19ème s.)                                                                                 | G   | Rue du Collège 4 573737 / 212547             |                                                |
| 318      | BW   | Datei hochladen                                                                      | Wohnhaus und ehemalige Werkstatt (2. Hälfte 18. Jh.) / Habitation et ancien atelier (2ème moitié 18ème s.)                              | G   | Rue du Collège 6 573740 / 212544             |                                                |
| 319      | BW   | Datei hochladen                                                                      | Haus (16. Jh.) / Maison (16ème s.) | G   | Rue du Collège 8 573742 / 212539             |                                                |
| 320      | BW   | Datei hochladen                                                                      | Haus (19. Jh.) / Maison (19ème s.) | G   | Rue du Collège 10 573744 / 212536            |                                                |
| 321      | BW   | Datei hochladen                                                                      | Wohn- und Geschäftshaus (18./19. Jh.) / Habitation et commerce (18/19ème s.)                                                            | G   | Rue du Collège 12 573745 / 212531            |                                                |
| 322      | BW   | Datei hochladen                                                                      | Haus mit umgestalteter Strassenfassade (um 1880–1890) / Maison à façade sur rue, remaniée (vers 1880–1890)                              | G   | Rue du Collège 14 573749 / 212527            |                                                |
| 323      | BW   | Datei hochladen                                                                      | Haus (2. Hälfte 19. Jh.) / Maison (2ème moitié 19ème s.)                                                                                | G   | Rue du Collège 16 573752 / 212521            |                                                |
| 324      | BW   | Datei hochladen                                                                      | Haus (19. Jh.) / Maison (19ème s.) | G   | Rue du Collège 18 573754 / 212517            |                                                |
| 325      | BW   | Datei hochladen                                                                      | Haus (19. Jh.) / Maison (19ème s.) | G   | Rue du Collège 20 573756 / 212514            |                                                |
| 326      | BW   | Datei hochladen                                                                      | Haus (16. Jh.) / Maison (16ème s.) | G   | Rue du Collège 22 573758 / 212509            |                                                |
| 327      | BW   | Datei hochladen                                                                      | Haus (16. Jh.) / Maison (16ème s.) | G   | Rue du Collège 24 573760 / 212506            |                                                |
| 329      | BW   | Datei hochladen                                                                      | Haus (3. Viertel 18. Jh.) / Maison (3ème quart 18ème s.)                                                                                | G   | Place de la Liberté 2 573766 / 212487        |                                                |
| 330      | ja   | Datei hochladen                                                                      | Haus (1633) / Maison (1633) | G   | Place de la Liberté 4 573758 / 212479        |                                                |
| 332      | BW   | Datei hochladen                                                                      | Haus (18./19. Jh.) / Maison (18/19ème s.)                                                                                               | G   | Rue du Marché 5 573713 / 212539              |                                                |
| 334      | BW   | Datei hochladen                                                                      | Haus mit Strassenfassade (2. Hälfte 19. Jh.) / Maison à façade sur rue (2ème quart 19ème s.)                                            | G   | Rue du Marché 7 573715 / 212534              |                                                |
| 335      | BW   | Datei hochladen                                                                      | Haus (2. Viertel 19. Jh.) / Maison (2ème quart 19ème s.)                                                                                | G   | Rue du Marché 9 573719 / 212527              |                                                |
| 336      | BW   | Datei hochladen                                                                      | Haus (frühes 19. Jh.) / Maison (début 19ème s.)                                                                                         | G   | Rue du Marché 11 573722 / 212520             |                                                |
| 337      | BW   | Datei hochladen                                                                      | Haus (Ende 18. Jh.) / Maison (fin du 18ème s.)                                                                                          | G   | Rue du Marché 13 573725 / 212515             |                                                |
| 338      | BW   | Datei hochladen                                                                      | Haus (16. Jh.) / Maison (16ème s.) | G   | Rue du Marché 15 573726 / 212510             |                                                |
| 339      | BW   | Datei hochladen                                                                      | Haus (16. Jh.) / Maison (16ème s.) | G   | Rue du Marché 17 573728 / 212506             |                                                |
| 340      | BW   | Datei hochladen                                                                      | Haus (16. Jh.) / Maison (16ème s.) | G   | Rue du Marché 19 573729 / 212503             |                                                |
| 341      | BW   | Datei hochladen                                                                      | Haus (18. Jh.) / Maison (18ème s.) | G   | Rue du Marché 21 573732 / 212497             |                                                |
| 342      | BW   | Datei hochladen                                                                      | Haus (1647) / Maison (1647) | G   | Rue du Marché 23 573735 / 212489             |                                                |
| 346      | ja   | Datei hochladen                                                                      | Gebäude (1. Hälfte 19. Jh.) / Bâtiment (1ère moitié 19ème s.)                                                                           | G   | Rue du Port 2 573640 / 212484                |                                                |
| 348      | BW   | Datei hochladen                                                                      | Ehemaliges Amtshaus (1846) / Bâtiment de l'ancienne préfecture (1846)                                                                   | G   | Grand-Rue 2 573649 / 212535                  |                                                |
| 350      | BW   | Datei hochladen                                                                      | Haus (18./19. Jh.) / Maison (18/19ème s.)                                                                                               | G   | Rue Beauregard 4 573663 / 212530             |                                                |
| 351      | BW   | Datei hochladen                                                                      | Haus mit neu gestalteten Strassenfassaden (2. Hälfte 18. Jh.) / Maison à façade sur rue recomposée (2ème moitié 18ème s.)               | G   | Rue Beauregard 6 573665 / 212526             |                                                |
| 352      | BW   | Datei hochladen                                                                      | Haus (1730–1740) / Maison (1730–1740)                                                                                                   | G   | Rue Beauregard 8 573667 / 212522             |                                                |
| 353      | BW   | Datei hochladen                                                                      | Haus (Mitte 18. Jh.) / Maison (milieu 18ème s.)                                                                                         | G   | Rue Beauregard 10 573670 / 212516            |                                                |
| 355      | BW   | Datei hochladen                                                                      | Haus (19. Jh.) / Maison à façade sur rue, recomposée (19ème s.)                                                                         | G   | Rue Beauregard 14 573672 / 212511            |                                                |
| 356      | BW   | Datei hochladen                                                                      | Haus mit umgestalteter Strassenfassade (1779) / Maison à façade sur rue remaniée (1779)                                                 | G   | Rue Beauregard 16 573675 / 212507            |                                                |
| 358      | BW   | Datei hochladen                                                                      | Haus (18. Jh.) / Maison (18ème s.) | G   | Rue Beauregard 20 573681 / 212494            |                                                |
| 359      | BW   | Datei hochladen                                                                      | Haus (2. Hälfte 18. Jh.) / Maison (2ème moitié 18ème s.)                                                                                | G   | Rue Beauregard 22 573683 / 212491            |                                                |
| 360      | BW   | Datei hochladen                                                                      | Haus mit umgestalteten Fassaden (18. Jh.) / Maison aux façades remaniées (18ème s.)                                                     | G   | Rue Beauregard 24 573686 / 212483            |                                                |
| 361      | ja   | Datei hochladen                                                                      | Haus (17. Jh.) / Maison (17ème s.) | G   | Rue de l’Hôpital 25 573686 / 212470          |                                                |
| 362      | ja   | Datei hochladen                                                                      | Haus (16. Jh.) / Maison (16ème s.) | G   | Rue de l’Hôpital 23 573680 / 212466          |                                                |
| 362      | BW   | Datei hochladen                                                                      | Haus mit verschiedenen Bauphasen (16. Jh.) / Maison comptant diverses étapes de construction (16ème s.)                                 | G   | Rue du Port 3 573673 / 212448                |                                                |
| 364      | ja   | Datei hochladen                                                                      | Ehemaliges Spital (1782) / Ancien hôpital (1782)                                                                                        | G   | Rue de l’Hôpital 21 573686 / 212462          |                                                |
| 366      | BW   | Datei hochladen                                                                      | Haus (2. Hälfte 18. Jh.) / Maison (2ème moitié 18ème s.)                                                                                | G   | Rue de l’Hôpital 19 573694 / 212460          |                                                |
| 367      | BW   | Datei hochladen                                                                      | Haus (2. Hälfte 18. Jh.) / Maison (2ème moitié 18ème s.)                                                                                | G   | Rue de l’Hôpital 17 573698 / 212459          |                                                |
| 368      | BW   | Datei hochladen                                                                      | Haus (2. Hälfte 18. Jh.) / Maison (2ème moitié 18ème s.)                                                                                | G   | Rue de l’Hôpital 15 573703 / 212458          |                                                |
| 369      | BW   | Datei hochladen                                                                      | Haus (2. Hälfte 18. Jh.) / Maison (2ème moitié 18ème s.)                                                                                | G   | Rue de l’Hôpital 13 573707 / 212458          |                                                |
| 370      | BW   | Datei hochladen                                                                      | Haus mit überarbeiteter Strassenfassade (2. Hälfte 18. Jh.) / Maison à façade sur rue retravaillée (2ème moitié 18ème s.)               | G   | Rue de l’Hôpital 11 573711 / 212457          |                                                |
| 371      | BW   | Datei hochladen                                                                      | Haus (2. Hälfte 18. Jh.) / Maison (2ème moitié 18ème s.)                                                                                | G   | Rue de l’Hôpital 9 573718 / 212455           |                                                |
| 373      | BW   | Datei hochladen                                                                      | Haus (Ende 18. Jh.) / Maison (fin 18ème s.)                                                                                             | G   | Rue de l’Hôpital 5 573723 / 212455           |                                                |
| 375      | BW   | Datei hochladen                                                                      | Haus (1822) / Maison (1822) | G   | Rue de l’Hôpital 3 573730 / 212455           |                                                |
| 376      | BW   | Datei hochladen                                                                      | Wohn- und Geschäftshaus (18./19. Jh.) / Habitation et local commercial (18/19ème s.)                                                    | G   | Rue de l’Hôpital 1 573737 / 212455           |                                                |
| 377      | BW   | Datei hochladen                                                                      | Ehemaliges Haus der Winzergenossenschaft (1697) / Ancienne maison de la corporation des Vignolans (1697)                                | G   | Place de la Liberté 11 573749 / 212449       |                                                |
| 378      | BW   | Datei hochladen                                                                      | Umgebautes Haus (18./19. Jh.) / Maison remaniée (18/19ème s.)                                                                           | G   | Place de la Liberté 9 573750 / 212441        |                                                |
| 379      | BW   | Datei hochladen                                                                      | Haus mit neu gestalteten Fassaden (Ende 18. Jh.) / Maison aux façades recomposées (fin 18ème s.)                                        | G   | Grand-Rue 4 573670 / 212546                  |                                                |
| 382      | BW   | Datei hochladen                                                                      | Haus mit neu gestalteter Fassade (2. Hälfte 18. Jh.) / Maison à façade sur rue recomposée (2ème moitié 18ème s.)                        | G   | Rue Beauregard 5 573674 / 212526             |                                                |
| 383      | BW   | Datei hochladen                                                                      | Haus (2. Hälfte 18. Jh.) / Maison (2ème moitié 18ème s.)                                                                                | G   | Rue Beauregard 7 573677 / 212521             |                                                |
| 384      | BW   | Datei hochladen                                                                      | Haus (16. Jh.) / Maison (16ème s.) | G   | Rue Beauregard 9 573680 / 212516             |                                                |
| 385      | BW   | Datei hochladen                                                                      | Haus (16./17. Jh.) / Maison (16/17ème s.)                                                                                               | G   | Rue Beauregard 11 573681 / 212514            |                                                |
| 386      | BW   | Datei hochladen                                                                      | Haus (16. Jh.) / Maison (16ème s.) | G   | Rue Beauregard 13 573683 / 212511            |                                                |
| 387      | BW   | Datei hochladen                                                                      | Haus (16. Jh.) / Maison (16ème s.) | G   | Rue Beauregard 15 573684 / 212506            |                                                |
| 388      | BW   | Datei hochladen                                                                      | Umgebautes Haus (2. Hälfte 18. Jh.) / Maison remaniée (2ème moitié 18ème s.)                                                            | G   | Rue Beauregard 17 573686 / 212503            |                                                |
| 389      | BW   | Datei hochladen                                                                      | Haus (1633) / Maison (1633) | G   | Rue Beauregard 19 573689 / 212498            |                                                |
| 390      | BW   | Datei hochladen                                                                      | Haus (18. Jh.) / Maison (18ème s.) | G   | Rue Beauregard 21 573692 / 212494            |                                                |
| 391      | BW   | Datei hochladen                                                                      | Haus mit neu gestalteter Fassade (2. Hälfte 18. Jh.) / Maison à façade sur rue recomposée (2ème moitié 18ème s.)                        | G   | Rue Beauregard 23 573692 / 212490            |                                                |
| 392      | BW   | Datei hochladen                                                                      | Haus (18./19. Jh.) / Maison (18/19ème s.)                                                                                               | G   | Rue Beauregard 25 573694 / 212480            |                                                |
| 393      | BW   | Datei hochladen                                                                      | Haus (18./19. Jh.) / Maison (18/19ème s.)                                                                                               | G   | Rue Beauregard 27 573695 / 212475            |                                                |
| 394      | ja   | Datei hochladen                                                                      | Haus (18./19. Jh.) / Maison (18/19ème s.)                                                                                               | G   | Rue Beauregard 29 573696 / 212472            |                                                |
| 395      | BW   | Datei hochladen                                                                      | Wohnhaus und Restaurant de la Croix-Blanche (19. Jh.) / Habitation et Restaurant de la Croix-Blanche (19ème s.)                         | G   | Grand-Rue 6 573681 / 212552                  |                                                |
| 396      | BW   | Datei hochladen                                                                      | Haus (Mitte 19. Jh.) / Maison (milieu 19ème s.)                                                                                         | G   | Rue du Marché 2 573695 / 212545              |                                                |
| 397      | ja   | Datei hochladen                                                                      | Haus mit umgebauter Hauptfassade (um 1810) / Maison à façade principale remaniée (vers 1810)                                            | G   | Rue du Marché 4 573699 / 212537              |                                                |
| 398      | ja   | Datei hochladen                                                                      | Haus (2. Hälfte 18. Jh.) / Maison (2ème moitié 18ème s.)                                                                                | G   | Rue du Marché 6 573703 / 212529              |                                                |
| 399      | BW   | Datei hochladen                                                                      | Haus (16./17. Jh.) / Maison (16/17ème s.)                                                                                               | G   | Rue du Marché 8 573707 / 212520              |                                                |
| 400      | BW   | Datei hochladen                                                                      | Haus (um 1770/1780) / Maison (vers 1770/1780)                                                                                           | G   | Rue du Marché 10 573713 / 212508             |                                                |
| 401      | BW   | Datei hochladen                                                                      | Gebäude mit Laden (um 1800) / Bâtiment avec magasin (vers 1800)                                                                         | G   | Rue du Marché 12 573719 / 212494             |                                                |
| 402      | BW   | Datei hochladen                                                                      | Haus (Mitte 18. Jh.) / Maison (milieu 18ème s.)                                                                                         | G   | Rue du Marché 14 573723 / 212486             |                                                |
| 403      | BW   | Datei hochladen                                                                      | Haus mit umgebauter Strassenfassade (2. Hälfte 18. Jh.) / Maison à façade sur rue remaniée (2ème moitié 18ème s.)                       | G   | Rue de l’Hôpital 6 573706 / 212467           |                                                |
| 404      | BW   | Datei hochladen                                                                      | Haus (19. Jh.) / Maison (19ème s.) | G   | Rue de l’Hôpital 4 573711 / 212467           |                                                |
| 405      | BW   | Datei hochladen                                                                      | Haus mit umgebauter Strassenfassade (18./19. Jh.) / Maison à façade sur rue remaniée (18/19ème s.)                                      | G   | Rue de l’Hôpital 2 573714 / 212467           |                                                |
| 411      | BW   | Datei hochladen                                                                      | Annexbau (18. Jh.) / Annexe utilitaire (18ème s.)                                                                                       | G   | Rue du Port 8 573690 / 212434                |                                                |
| 411      | BW   | Datei hochladen                                                                      | Aristokraten-Haus (1. Viertel 18. Jh.) / Maison aristocratique (1er quart 18ème s.)                                                     | G   | Rue du Port 10 573705 / 212432               |                                                |
| 412      | BW   | Datei hochladen                                                                      | Scheune des Berner Haus (17. Jh.) / Grange de la maison de Berne (17ème s.)                                                             | G   | Rue du Port 12 573717 / 212429               |                                                |
| 418      | BW   | Datei hochladen                                                                      | Handelsschule – Ehemaliges Hotel Krone (um 1840) / École de commerce – Ancien Hôtel de la Couronne (vers 1840)                          | G   | Route de Neuchâtel 7 573520 / 212473         |                                                |
| 419      | BW   | Datei hochladen                                                                      | Villa (um 1880) | G   | Route de Neuchâtel 5 573553 / 212478         |                                                |
| 432      | BW   | Datei hochladen                                                                      | Pfarrhaus (1830) / Maison abritant la cure (1830)                                                                                       | G   | Rue Montagu 5 573498 / 212497                |                                                |
| 433      | BW   | Datei hochladen                                                                      | Armenhospiz – Seniorenresidenz (1858) / Hospice – Maison de repos(1858)                                                                 | G   | Rue Montagu 8 573476 / 212550                | 1858 durch den Architekten Hans Rychner erbaut |
| 437      | ja   | Datei hochladen                                                                      | Wohnhaus (1. Viertel 19. Jh.) / Habitation (1er quart 19ème s.)                                                                         | G   | Rue du Tempé 22 573591 / 212538              |                                                |
| 456      | BW   | Datei hochladen                                                                      | Villa (1890) | G   | Rue Montagu 14 573363 / 212615               |                                                |
| 487      | BW   | Datei hochladen                                                                      | Wohnhaus (1878) / Maison d'habitation (1878)                                                                                            | G   | Route de Neuchâtel 10 573322 / 212474        |                                                |
| 490      | BW   | Datei hochladen                                                                      | Winzerpavillon (um 1790) / Pavillon de vigne (vers 1790)                                                                                | G   | Rue Montagu 21 573230 / 212510               |                                                |
| 518      | BW   | Datei hochladen                                                                      | Villa (1918) | G   | Route de Neuchâtel 6 573420 / 212472         |                                                |
| 519      | BW   | Datei hochladen                                                                      | Villa (1879) | G   | Route de Neuchâtel 8 573376 / 212454         |                                                |
| 520      | BW   | Datei hochladen                                                                      | Villa (1868) | G   | Route de Neuchâtel 12 573340 / 212428        |                                                |
| 562      | BW   | Datei hochladen                                                                      | Villa (1929) | G   | Route du Château 52 573200 / 212854          |                                                |
| 614      | BW   | Datei hochladen                                                                      | Reformiertes Kirchgemeindezentrum (1957–1959) / Centre Paroissial Protestant (1957–1959)                                                | G   | Chemin de la Raisse 3 573511 / 212754        |                                                |
| 635      | BW   | Datei hochladen                                                                      | Winzerpavillon (um 1790) / Pavillon de vigne (vers 1790)                                                                                | G   | Sentier des Cibles 3 573591 / 212972         |                                                |
| 644      | BW   | Datei hochladen                                                                      | Ehemalige Mühle (16./17. Jh.) / Ancien moulin (16/17ème s.)                                                                             | G   | Route du Château 35 573535 / 212828          |                                                |
| 662      | BW   | Datei hochladen                                                                      | Winzerpavillon (um 1780) / Pavillon de vigne (vers 1780)                                                                                | G   | Chemin de la Baume 12 573719 / 213028        |                                                |
| 664      | BW   | Datei hochladen                                                                      | Haus (18. Jh.) / Maison (18ème s.) | G   | Route du Château 17a 573645 / 212721         |                                                |
| 861      | BW   | Datei hochladen                                                                      | 2 Einheiten umfassendes Haus (18. Jh.) / Maison regroupant 2 unité (18ème s.)                                                           | G   | Rue du Tempé 6, 8 573655 / 212614            |                                                |
| 1020     | BW   | Datei hochladen                                                                      | Brunnen (1830) / Fontaine (1830) | K   | Chemin de Chavannes N.N.2 576433 / 214577    |                                                |
| 1393     | BW   | Datei hochladen                                                                      | Weinbauernhaus (um 1630) / Maison vigneronne (vers 1630)                                                                                | G   | Chemin de Chavannes 22 576484 / 214601       |                                                |
| 1454     | BW   | Datei hochladen                                                                      | Weinbauernhaus (1939) / Maison vigneronne (1939)                                                                                        | G   | Route de Bienne 169 576719 / 214718          |                                                |
| 1473     | BW   | Datei hochladen                                                                      | Brunnen (1764/1770) / Fontaine (1764/1770)                                                                                              | K   | Fontaine de Velou N.N. 574614 / 214654       |                                                |
| 1476     | BW   | Datei hochladen                                                                      | Neue Meierei / Neuve Métairie (1698) | G   | La Neuve Métairie 1 573913 / 214621          |                                                |
| 1508     | BW   | Datei hochladen                                                                      | Weinbauernhaus (17. Jh.) / Maison vigneronne (17ème s.)                                                                                 | G   | Chemin de Chavannes 24 576487 / 214607       |                                                |
| 1519     | BW   | Datei hochladen                                                                      | Wohnhaus (19. Jh.) / Habitation (19ème s.)                                                                                              | G   | Route de Bienne 10 574146 / 212647           |                                                |
| 1520     | BW   | Datei hochladen                                                                      | Wohnhaus (19. Jh.) / Habitation (19ème s.)                                                                                              | G   | Route de Bienne 8 574123 / 212641            |                                                |
| 1570     | BW   | Datei hochladen                                                                      | Wohnhaus (1920/1930) / Habitation (1920/1930)                                                                                           | G   | Chemin des Prés-Guëtins 38 574248 / 212983   |                                                |
| 1789     | ja   | Datei hochladen                                                                      | Ehemaliges Druckereigebäude (1844) / Ancienne maison du tirage (1844)                                                                   | G   | Chemin du Tirage 5 573760 / 212877           |                                                |
| 1838     | ja   | Datei hochladen · Wikidata zu Bahnhof La Neuveville (Q15964163)                      | Bahnhof SBB (1865) / Gare CFF (1865) | G   | Place de la Gare 2 573909 / 212486           |                                                |
| 3060     | BW   | Datei hochladen                                                                      | Brücke (1683) / Pont (1683) | G   | Chemin de Chavannes N.N.1 576835 / 214830    |                                                |
| 3096     | BW   | Datei hochladen                                                                      | Weinbauernhaus (18. Jh.) / Maison vigneronne (18ème s.)                                                                                 | G   | Chemin de Chavannes 25 576419 / 214577       |                                                |
| 3097     | BW   | Datei hochladen                                                                      | Weinbauernhaus (2. Hälfte 18. Jh.) / Maison vigneronne (2ème moitié 18ème s.)                                                           | G   | Chemin de Chavannes 31 576433 / 214584       |                                                |
| 3143     | BW   | Datei hochladen                                                                      | Bauernhaus (1923) / Ferme (1923) | G   | Chemin de Poudeille 2 574921 / 213427        |                                                |
| 3143     | BW   | Datei hochladen                                                                      | Villa Les Lorettes (1924) | G   | Chemin de Poudeille 2d 574951 / 213386       |                                                |
| 3211     | BW   | Datei hochladen                                                                      | Zwei aneinandergrenzende Winzerhäuser und ein Landhaus (Ende 17. Jh.) / Deux maisons vigneronnes et un rural contigus (fin du 17ème s.) | G   | Chemin de Chavannes 37, 37a 576452 / 214595  |                                                |
| 3230     | BW   | Datei hochladen                                                                      | Weinbauernhaus (17./18. Jh.) / Maison vigneronne (17/18ème s.)                                                                          | G   | Chemin de Chavannes 35 576444 / 214589       |                                                |
| 3271     | BW   | Datei hochladen                                                                      | Weinbauernhaus (17. Jh.) / Maison vigneronne (17ème s.)                                                                                 | G   | Chemin de Chavannes 33 576438 / 214586       |                                                |
| 3343     | ja   | Datei hochladen                                                                      | Bauernhausanbau (19. Jh.) / Annexe rurale (milieu 19ème s.)                                                                             | G   | Rue des Fossés 8 573776 / 212620             |                                                |
| 3352     | ja   | Datei hochladen                                                                      | Brunnen (1595) / Fontaine (1595) | K   | Chemin du Tirage N.N. 573771 / 212884        |                                                |
| 3371     | BW   | Datei hochladen                                                                      | Pavillon (um 1780) / Pavillon (vers 1780)                                                                                               | G   | Rue Montagu 7 573451 / 212498                |                                                |